# Air India
Air India (Hãng hàng không Ấn Độ, trước đây là Air-India, tiếng Hindi: एअर इंडिया) là hãng hàng không quốc gia của Ấn Độ với mạng lưới vận tải hành khách và hàng hóa khắp thế giới.Đây là một trong hai hãng hàng không quốc doanh ở Ấn Độ.Cơ sở chính của hãng tại Sân bay quốc tế Chhatrapati Shivaji, Mumbai và Sân bay quốc tế Indira Gandhi, New Delhi với các trung tâm hoạt động ở Sân bay quốc tế Chennai. Hãng hiện có 95 điểm đến khắp thế giới, bao gồm 12 cửa ngõ ở Ấn Độ với Air India Express, một công ty con của Air India.
Hãng thành lập bởi J. R. D. Tata với tên gọi Tata Airlines vào năm 1932; Tata đã tự mình bay chiếc De Havilland Puss Moth một động cơ đầu tiên, chở thư từ Sân bay quốc tế Jinnah ở Karachi đến sân bay Juhu ở Mumbai và sau đó tiếp tục đến Madras (hiện là Chennai). Sau Thế chiến II trở thành một công ty trách nhiệm hữu hạn đại chúng và được đổi tên thành Air India.

## Các thỏa thuận chia chỗ
Air India có thỏa thuận chia chỗ với các hãng hàng không sau:
- Air France: Delhi/Paris/Delhi
- Air Mauritius: Mumbai/Mauritius/Mumbai, Delhi/Mauritius/Delhi, Chennai/Mauritius/Chennai
- Aeroflot: Delhi/Moskva/Delhi, Mumbai/Moskva/Mumbai
- Austrian Airlines: Delhi/Vienna/Delhi
- Emirates: Kochi/Dubai/Kochi, Chennai/Dubai/Chennai
- Kuwait Airways: Thiruvananthapuram/Kuwait/Thiruvananthapuram, Chennai/Kuwait/Chennai, Kochi/Kuwait/Kochi
- Lufthansa: Mumbai/Frankfurt/Mumbai, Delhi/Frankfurt/Delhi
- Malaysia Airlines: Mumbai/Kuala Lumpur/Mumbai, Bangalore/Kuala Lumpur/Bangalore, Hyderabad/Kuala Lumpur/Hyderabad, Kuala Lumpur/Los Angeles/Kuala Lumpur
- Silk Air: Hyderabad/Singapore/Hyderabad
- Singapore Airlines: Singapore/Los Angeles/Singapore, Bangalore/Singapore/Bangalore, Ấn Độ/San Francisco/Ấn Độ, Singapore/San Francisco/Singapore
- Swiss: Mumbai/Zurich/Mumbai
- Thai Airways: Mumbai/Bangkok/Mumbai, Chennai/Bangkok/Chennai, Chennai/Dubai/Chennai, Bangalore/Bangkok/Bangalore
- Turkish Airlines: Delhi/Istanbul/Delhi

## Đội tàu bay
Đội tàu bay của Air India tính đến tháng 7/2024 bao gồm: